# Ștefan cel Mare (okręg Călărași)
Ștefan cel Mare – wieś w Rumunii, w okręgu Călărași, w gminie Ștefan cel Mare. W 2011 roku liczyła 3236 mieszkańców.